# Blato na Jelovici
Blato na Jelovici este o arie protejată (arie specială de conservare — SAC, sit de importanță comunitară — SCI) din Slovenia întinsă pe o suprafață de 29,29 ha, integral pe uscat.

## Localizare
Centrul sitului Blato na Jelovici este situat la coordonatele 46°17′21″N 14°04′52″E / 46.2891°N 14.0812°E.

## Înființare
Situl Blato na Jelovici a fost declarat sit de importanță comunitară în aprilie 2004 pentru a proteja un număr necunoscut de specii din flora spontană și fauna sălbatică aflate în arealul zonei. Situl a fost protejat și ca arie specială de conservare în februarie 2012.

## Biodiversitate
Situată în ecoregiunea alpină, aria protejată conține 3 habitate naturale: Lacuri și iazuri distrofice naturale, Turbării active, Mlaștini împădurite.
La baza desemnării sitului se află un număr nedeclarat de specii protejate.